# Trofeo Fenaroli
Le Trofeo Fenaroli  est une ancienne course cycliste en ligne italienne disputée de 1953 à 1961 en Lombardie. 
L'épreuve se disputait à Airono, localité du nord de l'Italie, dans la Province de Como, région Lombardie.
- De 1953 à 1956 : réservé aux indépendants.

## Palmarès
| Année | Vainqueur             | Deuxième              | Troisième           |
| ----- | --------------------- | --------------------- | ------------------- |
| 1953  | Tranquillo Scudellaro | Bruno Monti           | Agostino Coletto    |
| 1954  | Luciano Ciancola      | Tranquillo Scudellaro | Franco Aureggi      |
| 1955  | Rino Benedetti        | Pietro Nascimbene     | Bruno Landi         |
| 1956  | Angelo Coletto        | Pierino Baffi         | Vincenzo Zucconelli |
| 1957  | Benito Romagnoli      | Tranquillo Scudellaro | Gilberto Dall’Agata |
| 1958  | Joseph Planckaert     | Antonio Viani         | Angelo Conterno     |
| 1959  | Dino Bruni            | Bruno Costalunga      | Italo Mazzacurati   |
| 1960  | Pierino Baffi         | Gastone Nencini       | Giuseppe Zorzi      |
| 1961  | Rino Benedetti        | Silvano Ciampi        | Dino Bruni          |